# ボーム&メルシエ

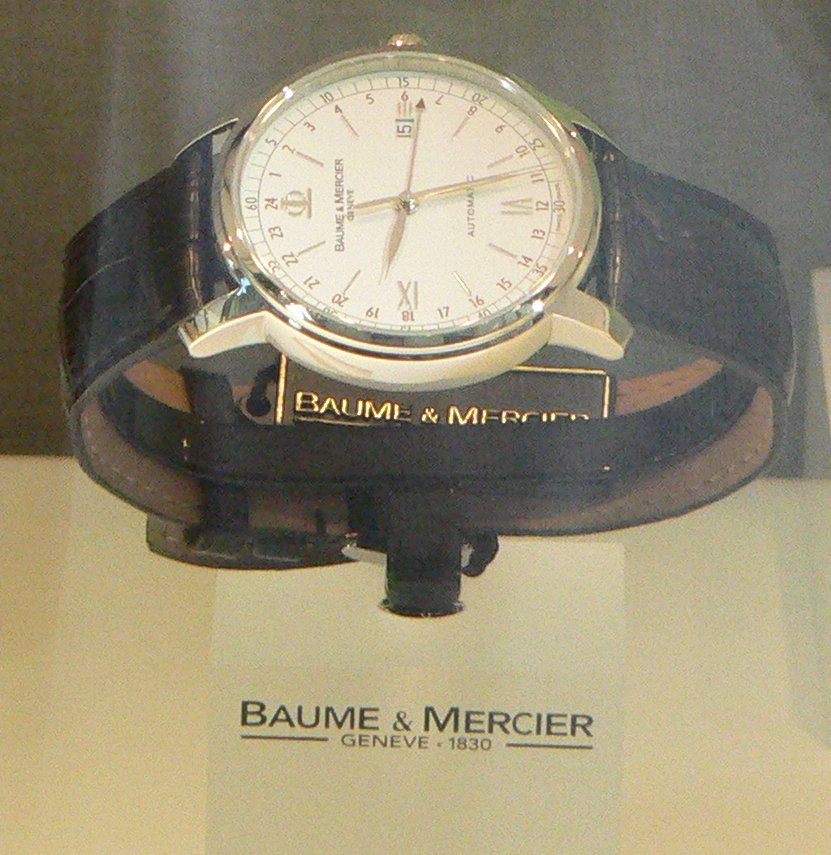
ボーム&メルシエの腕時計

ボーム&メルシエ（Baume et Mercier）は、スイス発祥のリシュモン傘下の時計メーカーである。
1830年の創業以来会社は一度も断絶せず継続し、現在世界で6番目の古参ブランドである。
ボーム＆メルシエは、スイスのジュラで時計の下請をしていたボーム家のボーム兄弟に始まる。ボーム兄弟社はルイ=ヴィクトール・ボームとピエール=ジョセフ・セレスタン・ボーム兄弟の商才と優れた製造管理により、じきに大きな会社に発展した。「何も見のがさない。最も優れた品質の時計だけを作る」「完璧なものしか認めない。最高品質の時計しか製造しない」というモットーに忠実に経営を続けた。
現在のCEOはアラン・ジンマーマン。

## 歴史
- 1542年 - ボーム家がスイス・ジュラ州で時計の下請製造を始めた。
- 1830年 - ボーム家のルイ=ヴィクトール・ボームとピエール=ジョセフ・セレスタン・ボーム兄弟が時計工房を設立した。
- 1851年 - ロンドンにイギリス支店となるボーム兄弟社を設立した。
- 1918年 - 創業者の孫ウィリアム・ボームと実業家のポール・メルシエがジュネーヴにボーム&メルシエ・ジュネーヴを設立した。
- 1919年 - ジュネーヴの高級時計委員会から「ジュネーヴ刻印」を受けた。
- 1964年 - ギリシア文字のΦをボーム&メルシエの商標として登録した。
- 1988年 - リシュモンの傘下に入る。
- 2016年 -1,000ドル以下で購入可能な、より手の届きやすい高級ウォッチを提供すべく、クラシックドレスウォッチのクラシマ（Classima）コレクションから、サブコレクションとなる「マイ・クラシマ（My Classima）」を発表した。

## 代表モデル
- ハンプトン
- リビエラ
- ケープランド
- クラシマ
- リネア
- ディアマント
- イリア
- クリフトン
- プロメス

近年、ボーム＆メルシエは、クリフトン（Clifton）、クラシマ(Classima)、ハンプトン(Hampton) のメンズ・レディースコレクション、ケープランド（Capeland）のメンズコレクション、リネア（Linea）、プロメス（Promesse）のレディースコレクションを提案している。2015年には、世界に名だたるアメリカのレースカーメーカーであるキャロル・シェルビー・インターナショナル（Carroll Shelby International）とのコラボによるスポーツウォッチを発表し、ボーム＆メルシエの名を確固たるものとした。今の注目ウォッチは、ケープランドとクリフトンコレクションから発売中の新しい限定モデル「シェルビー・コブラ（Shelby Cobra）」。伝説のクラシックスポーツカーにちなんで命名された。

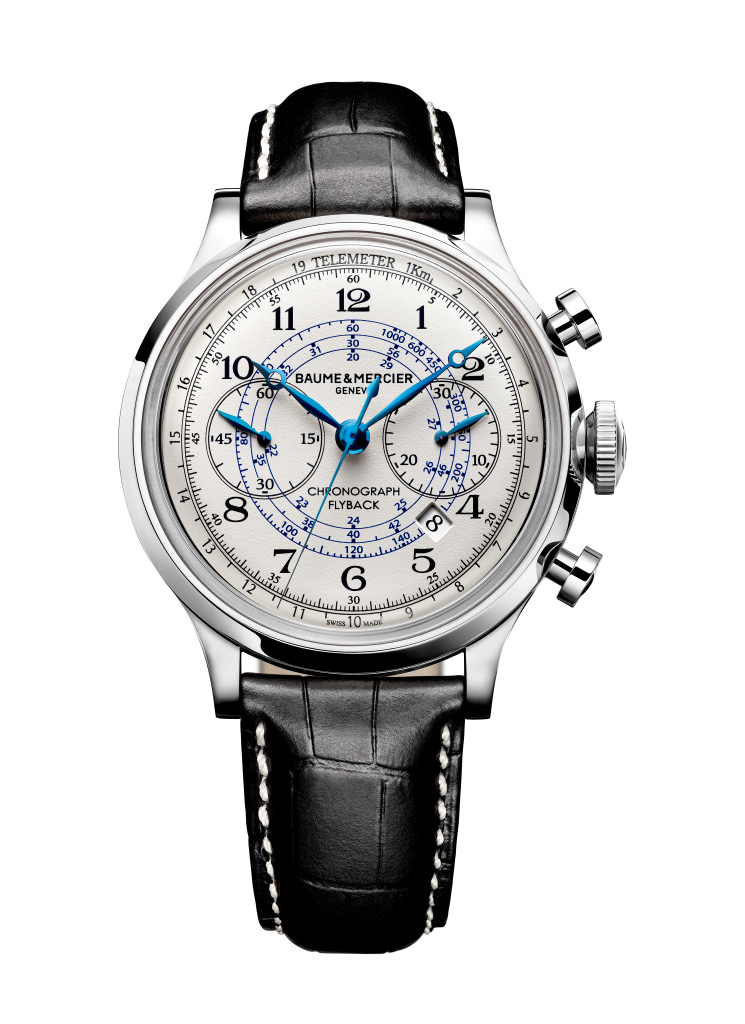
Capeland model
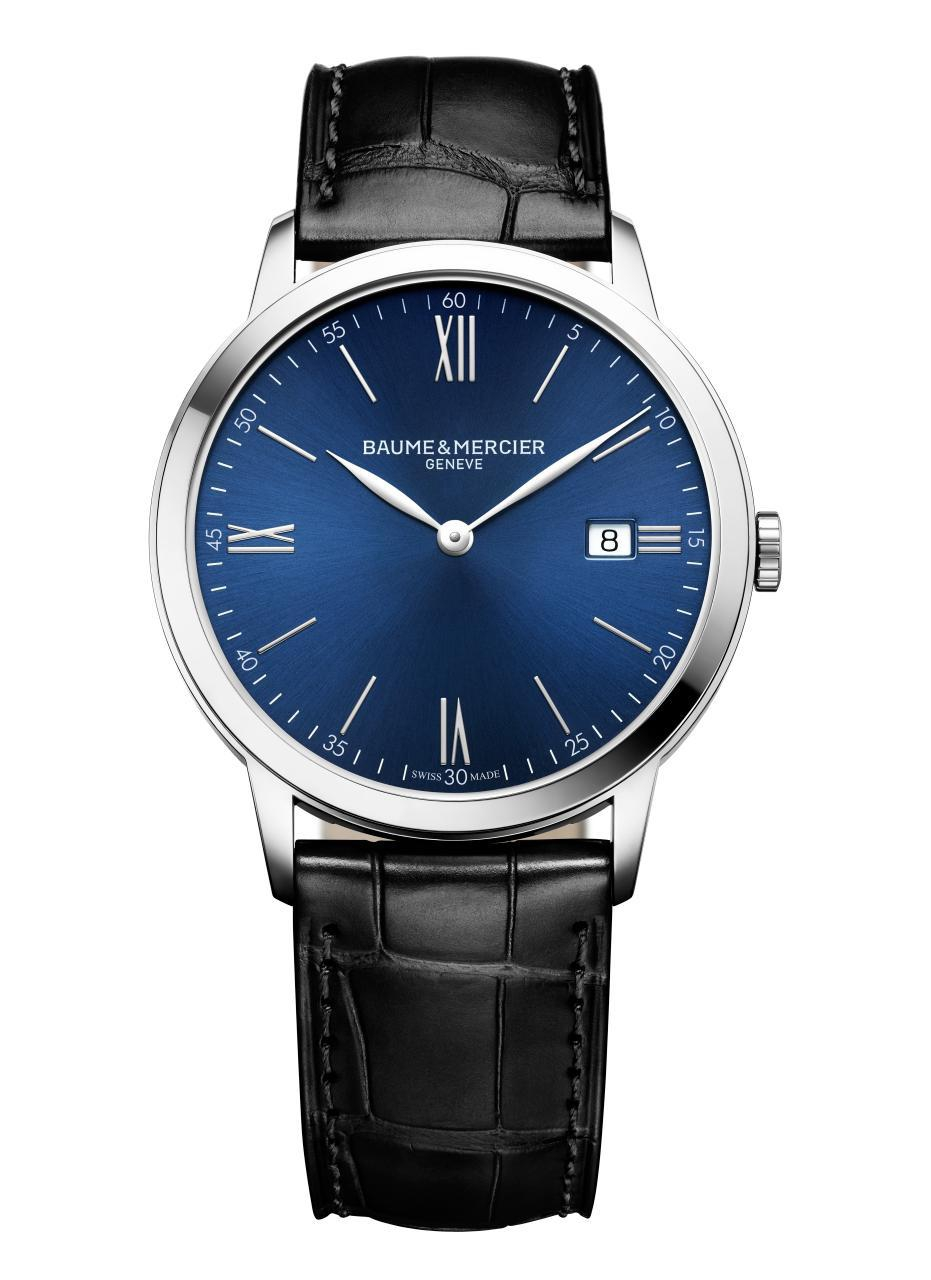
Classima 10324
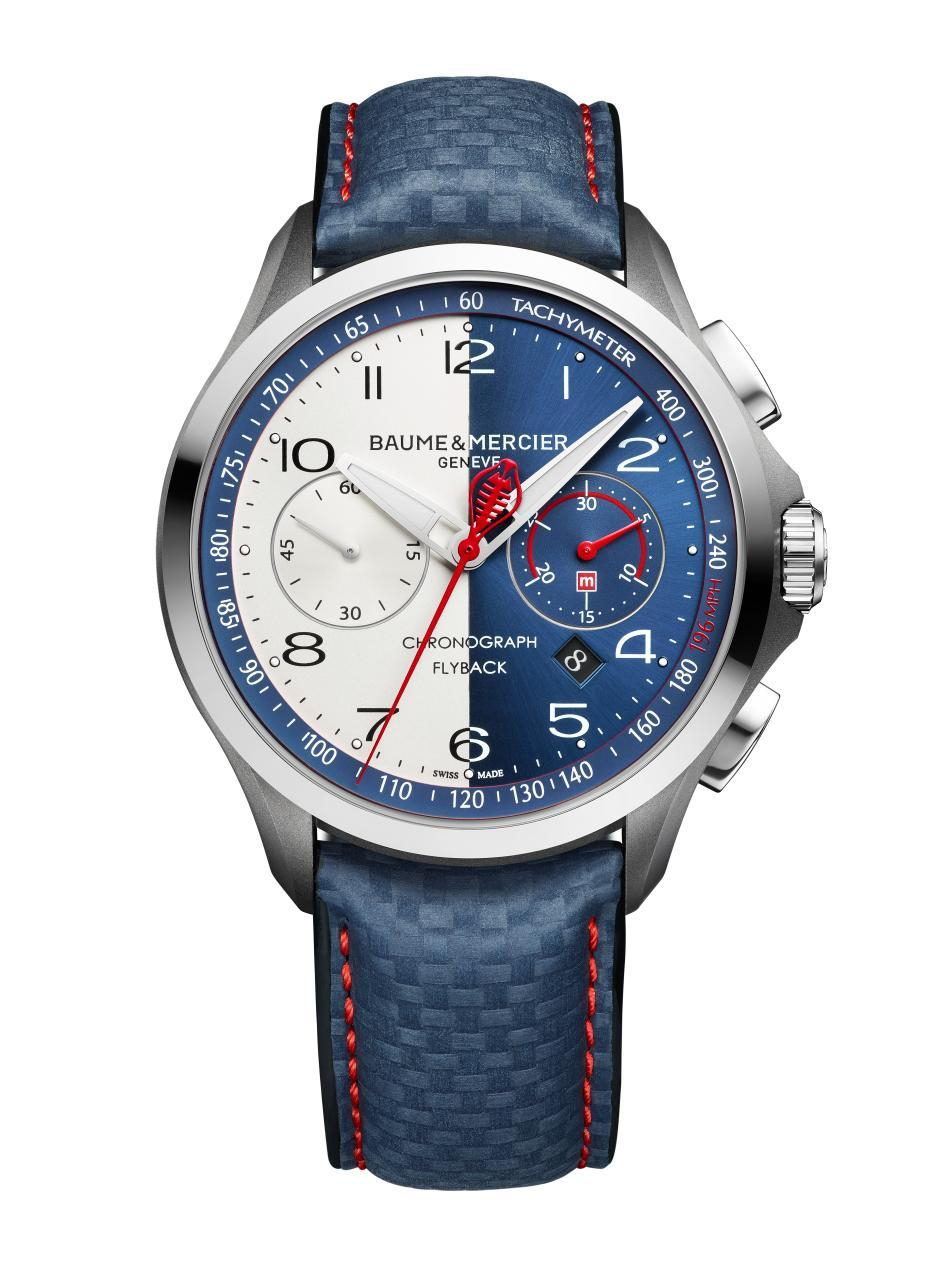
Clifton Club Shelby Cobra 10344
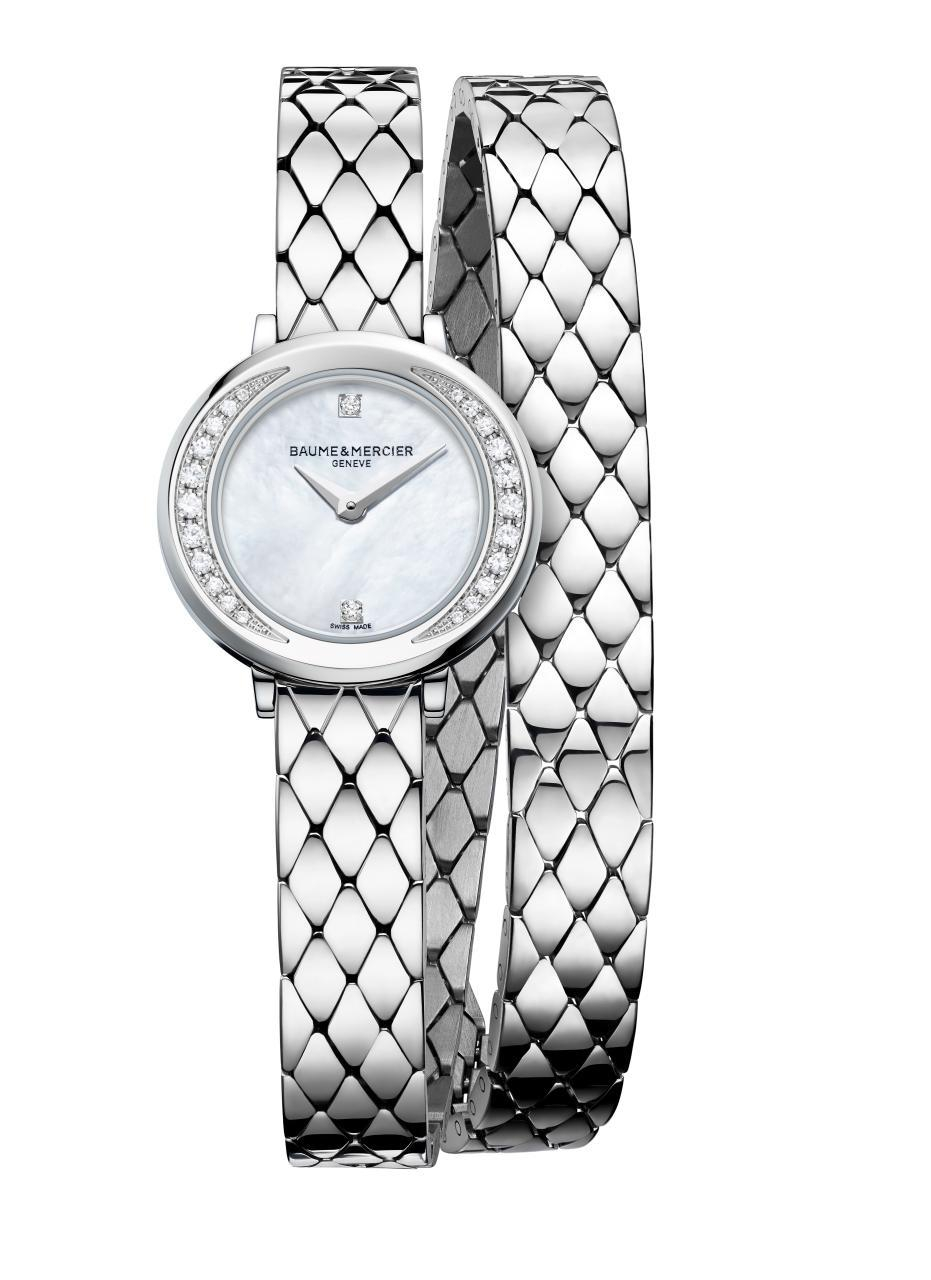
Petite Promesse 10289

## 国際的名声
創業当初は宝飾時計で好評を博す一方、クロノグラフを自社開発するなど優れた技術力を発揮。19世紀半ばに各国で開かれた万国博覧会では、5つの金メダルを含む数多くの賞も獲得。19世紀後半から世界各地で始まった国内見本市や国際フェアに出展し、パリ（1878年と1889年）、メルボルン（1880年と1895年）、チューリッヒとアムステルダム（1883年）、ロンドン（1885年と1890年）、シカゴ（1893年）で10のグランプリ、7個のゴールドメダルを獲得するという偉業をなし遂げた。
ボームの時計はロンドン近郊のキュー天文台の主催する時計精度コンクール「キュー・テディントン・コンクール」に1885年初めて参加した時、上位7位のうち3つを占め、翌年には4つのモデルが受賞した。
1892年にはトゥールビヨン付きクロノメーターで最高記録（100点満点の91.9点）をマークし、この記録はその後10年以上破られることがなかった。20世紀始めまで、最新の技術要素を盛り込んだウォッチとコンプリケーションウォッチで受賞を続けた。一方ロンドンのアルチュール・ボームはイギリス社会の名士となっていた。レジオンドヌール勲章の『シュヴァリエ』、その後『オフィシエ』の叙勲、さらにフランスの大統領レイモン・ポアンカレから2度叙勲の栄誉を得ている。ベルギー王レオポルド2世のグランオフィサー章を授与された他、英国国王メアリー1世列席の公式晩餐会にも招待された。王立地理学会のメンバーでもあるアルチュール・ボームはイギリス時計協会（British Horological Institute）の校長にも指名されている。
腕時計に移行して後は複雑時計から遠ざかっていたが、2014年のジュネーブサロンでトゥールビヨン搭載の腕時計を発表し、反響を巻き起こした。
2015年12月には、ボーム＆メルシエのセレブリティ・アンバサダーとして、モデルや歌手としても活躍中の中国人俳優、陳坤（チェン・クン）を迎え、クリフトンのウォッチを身に着けてのキャンペーンが展開されました。